# الاکاس، ساملیدر
الاکاس، ساملیدر (به لاتین: Alakoç, Çamlıdere) یک منطقهٔ مسکونی در ترکیه است که در استان آنکارا واقع شده‌است.